# Kasimski kanat
Kasimski kanat ali Kasimsko kraljestvo (tatarsko Касыйм ханлыгы/Касыйм патшалыгы, Kasıjim hanlıgi/Kasıjim patšalıgı, rusko Kasimkovskoje hanstvo/Kasimkovskoje carstvo) je bil tatarski kanat, ruski vazal, ki je obstajal od leta 1452 do 1681 na ozemlju sedanje ruske Rjazanske oblasti s prestolnico Kasimov ob srednjem toku reke Oke. Ustanovljen je bil na ozemlju, ki ga je moskovski veliki knez Vasilij II. (vladal 1425-1462) podaril kazanskemu princu Kasimu (umrl 1469), sinu prvega kazanskega kana Uluga Mohameda.

## Zgodovina

### Zgodnja zgodovina
Prvotni naseljenci Kasimskega kanata so bili finski Meščjorji, Muromi in Mordvini. Njihovo ozemlje je bilo pod vplivom Kijevske Rusije in Volške Bolgarije. Nekatera plemena so bila podložna ruskim fevdalcem. Kasnjeje je bilo njihovo ozemlje vključeno v Vladimiro-Suzdalsko kneževino. Leta 1152 je vladimirski knez Jurij Dolgoroki ustanovil mesto Gorodec-Meščjorski, predhodnika Kasimova. Po mongolski osvojitvi je bilo ozemlje vključeno v Zlato hordo. Naseljevati so se začeli turški priseljenci, ki so se pod vplivom Volških Bolgarov  večinoma spreobrnili v islam.  Mohamed Širinbeg iz Zlate horde je ustanovil delno neodvisno kneževino Mišar Jurt. Leta 1393 je ozemlje postalo del Rusije. Po bitki pri Suzdalu leta 1445 je krimski kan Ulug Mohamed zahteval, da se ozemlje vrne Tatarom.
Po mnenju nekaterih zgodovinarjev, vključno s Hudjakovom, je moskovski veliki knez Vasilij II. Vasiljevič izpolnil njegovo zahtevo in za vladarja kanata imenoval Ulugovega sina Kasima. Po njem sta dobili ime tako država kot njena prestolnica. 
Druga različica zgodovine trdi, da je bil Kasim v ruski službi in je dobil ozemlje zato, da bi ustanovil tamponsko državo  med Moskovsko veliko kneževino in Kazanskim kanatom. Kanat je bil vsekakor ruski vazal. Kasimski kani so vladali na ozemlju kanata, zunanjo politiko pa je vodila Rusija.

### Zgodovina kanata
Kasimski kani so s svojo osebno stražo sodelovali v vseh ruskih pohodih na Kazanski kanat (1467–1469, 1487, 1552). Kasimski kan Šahgali (vladal 1515–1567) je bil z rusko pomočjo trikrat kronan za kazanskega kana. Po ruski osvojitvi Kazanskega kanata je bila samouprava Kasimskega kanata ukinjena. Oblast so prevzeli ruski vojvode, vendar položaj kana ni bil ukinjen. Eden od kanov, Simeon Begbulatovič, je bil krščen in leta 1574 imenovan za velikega moskovskega vojvodo. Begbulatovič ni nikoli zares vladal in je bil samo zelo malo časa marionetni vladar ruskega carja Ivana IV. Groznega.
Med vladanjem kana Sajeda Borhana (1627-1679) je Rusija začela izvajati politiko pokristjanjevanja. Begi, ki so imeli enak položaj kot bojarji, so bili degradirani na položaj služečih Tatarov, enak položaju dvorjanov. Politika je leta 1656 sprožila upor. Po smrti hanbike (kraljice) Fatime Soltan leta 1681 je bil Kasimski kanat ukinjen.

## Prebivalci
Ozemlje kanata je bilo naseljeno s Tatari (potomci najzgodnejših turških prebivalcev), Rusi in Mordvini. Meščjorska in muromska plemena so se že pred tem asimilirala v Mišarske Tatare. Na ozemlje Kasimskega kanata se je priselilo tudi nekaj Kazanskih Tatarov, ki so se preimenovali v Kasimske Tatare. Večina Kasimskih Tatarov je bila v dvornih službah in vojski. Ta skupina se je asimilirala v Mišarske Tatare. Skoraj 1.000 Kasimskih Tatarov še vedno živi v okolici Kasimova.
Vodilne tatarske družine so bile Mangit (Manğıt), Argin (Arğın), Džalair (Cälair) in KIpčak (Qıpçaq). Moskovska administracija je izbirala kane iz vladajočih družin Kazanskega, Krimskega in Sibirskega kanata.

## Sklic
1. ↑  Kołodziejczyk 2011, str. 22.

## Vira
- Kołodziejczyk, Dariusz (2011). The Crimean Khanate and Poland-Lithuania: International Diplomacy on the European Periphery (15th-18th Century). A Study of Peace Treaties Followed by Annotated Documents. Leiden: Brill. ISBN 9789004191907.
- (tatarsko)  Qasím Xanlığı/Касыйм ханлыгы. Tatar Encyclopaedia. Kazan: The Republic of Tatarstan Academy of Sciences. Institution of the Tatar Encyclopaedia. 2002.